# Nowa Zelandia na Igrzyskach Imperium Brytyjskiego 1934
Nowa Zelandia wystartowała na Igrzyskach Imperium Brytyjskiego w 1934 w Londynie jako jedna z 16 reprezentacji. Była to druga edycja tej imprezy sportowej oraz drugi start nowozelandzkich zawodników. Reprezentacja Nowej Zelandii zajęła szóste miejsce w generalnej klasyfikacji medalowej igrzysk, zdobywając 1 złoty i 2 brązowe medale.

## Medale
| Dyscyplina    | Złoto | Srebro | Brąz | Razem |
| ------------- | ----- | ------ | ---- | ----- |
| Lekkoatletyka | 1     | -      | 1    | 2     |
| pływanie      | -     | -      | 1    | 1     |
| Razem         | 1     | 0      | 2    | 3     |

## Medaliści
Lekkoatletyka
- Jack Lovelock - bieg na 1 milę mężczyzn
- Harold Brainsby - trójskok mężczyzn

 Pływanie
- Noel Crump - 100 jardów stylem dowolnym mężczyzn